# قطعنامه ۲۰۴۸ شورای امنیت
قطعنامهٔ ۲۰۴۸ شورای امنیت سازمان ملل متحد سندی بین‌المللی دربارهٔ وضعیت در گینه بیسائو است. این قطعنامه طی نشست شورای امنیت سازمان ملل متحد در تاریخ ۱۸ مه ۲۰۱۲ میلادی با ۱۵ رأی موافق، ۰ مخالف و ۰ ممتنع به تصویب رسید.